# El último gran mago
El último gran mago (en inglés Death Defying Acts) es una película de 2007 dirigida por Gillian Armstrong y protagonizada por Guy Pearce y Catherine Zeta-Jones y narra un episodio de la vida del famoso ilusionista y escapista Harry Houdini.

## Trama
En 1926, trece años después de la muerte de su madre, Harry Houdini (Guy Pearce) sigue lamentando no haber estado presente en ese acontecimiento. Por eso ofrece 10 000 dólares a quien pueda ayudarle a ponerse contacto con ella y revelarle sus últimas palabras.
Empobrecidos y sin educación, las impostoras escocesas Mary McGarvie (Catherine Zeta Jones) y su hija Benji (Saoirse Ronan) fijan sus miradas en la recompensa de Houdini e intentan engañarlo.
Con el paso del tiempo, entre Mary y Houdini nace una atracción inevitable...

## Reparto
| Personaje             | Actor                |
| --------------------- | -------------------- |
| Mary McGarvie         | Catherine Zeta-Jones |
| Harry Houdini         | Guy Pearce           |
| Benji McGarvie        | Saoirse Ronan        |
| Sugarman              | Timothy Spall        |
| Asistente de Sugarman | Aaron Brown          |

## Producción
La película ha sido rodada en Londres y en Edimburgo y en los estudios cinematográficos Pinewood Studios.

## Curiosidades
Catherine Zeta-Jones entró en el proyecto después del abandono de Rachel Weisz, debido a su embarazo. La actriz aceptó participar en la película enamorándose del personaje, por cuya interpretación recibió un salario mucho más bajo de lo habitual.
Guy Pearce tardó seis semanas en aprender los trucos de Harry Houdini.

## Premios

### Instituto australiano de cine
| Año  | Categoría                  | Persona         | Resultado |
| ---- | -------------------------- | --------------- | --------- |
| 2009 | Mejor diseño de producción | Gemma Jackson   | Ganadora  |
| 2008 | Mejor Vestuario            | Susannah Buxton | Nominada  |
| 2008 | Mejor Actor                | Guy Pearce      | Nominado  |
| 2008 | Mejores Efectos Visuales   | James Rogers    | Nominado  |

### Premios de cine de la crítica de Australia
| Año  | Categoría               | Persona             | Resultado |
| ---- | ----------------------- | ------------------- | --------- |
| 2009 | Mejor Banda Sonora      | Cezary Skubiszewski | Nominado  |
| 2009 | Mejor Actriz de Reparto | Saoirse Ronan       | Nominada  |

### Premios irlandeses de televisión y cine
| Año  | Categoría               | Persona       | Resultado |
| ---- | ----------------------- | ------------- | --------- |
| 2009 | Mejor Actriz de Reparto | Saoirse Ronan | Ganadora  |